# Волгина, Наталья Александровна
Наталья Александровна Волгина (род. 15 марта 1977), в девичестве Алексеева — российская легкоатлетка, специалистка по бегу на длинные дистанции, марафону и сверхмарафону. Выступала на профессиональном уровне в 1999—2016 годах, победительница и призёрка ряда крупных международных стартов на шоссе. Представляла Владимирскую область. Мастер спорта России международного класса.

## Биография
Наталья Алексеева родилась 15 марта 1977 года.
Впервые заявила о себе в сезоне 1999 года, когда на чемпионате России по бегу по шоссе в Адлере выиграла бронзовую медаль в дисциплине 10 км. Также была третьей на полумарафоне в Нижнем Новгороде и второй на полумарафоне в Монбельяре.
В 2000 году заняла 110-е место на чемпионате мира по кроссу в Виламуре, закрыла десятку сильнейших Парижского марафона, финишировала четвёртой на Ливерпульском полумарафоне, третьей на марафоне в Провиденсе.
В 2001 году стала третьей на Гонконгском марафоне, четвёртой на марафоне в Провиденсе.
В 2002 году получила серебро на весеннем чемпионате России по кроссу в Кисловодске, одержала победу на сверхмарафоне «Два океана» в Кейптауне, показала второй результат на сверхмарафоне The Comrades, была лучшей на полумарафоне в Назаре, на Бангкокском марафоне, на полумарафонах в Пуне и Лос-Паласьосе.
В 2003 году превзошла всех соперниц на полумарафоне в Виана-ду-Каштелу, финишировала второй на сверхмарафоне «Два океана» и десятой на марафоне Twin Cities в Сент-Поле.
В 2005 году стала четвёртой на марафонах в Нашвилле и Оттаве, победила на чемпионате России в беге на 15 км по шоссе, была второй на Стамбульском марафоне, первой на полумарафоне в Назаре и на марафоне в Макао.
В апреле 2006 года с личным рекордом 2:27:32 стала второй на Парижском марафоне. Благодаря этому успешному выступлению вошла в основной состав российской сборной и удостоилась права защищать честь страны на чемпионате Европы в Гётеборге — в программе марафона показала результат 2:42:23, расположившись в итоговом протоколе соревнований на 24-й строке (вместе с соотечественницами стала серебряной призёркой разыгрывавшегося здесь Кубка Европы по марафону). Также в этом сезоне финишировала третьей на Стамбульском марафоне, победила на полумарафоне в Назаре.
В 2007 году показала пятый результат на Римском марафоне, третий результат на марафоне в Макао.
В 2008 году стартовала на Венецианском марафоне, но сошла с дистанции.
В 2009 году закрыла десятку сильнейших Лиссабонского полумарафона, заняла 16-е место на Парижском марафоне, с личным рекордом 1:12:34 финишировала шестой на чемпионате России по полумарафону в Чебоксарах, была шестой на марафоне в Торонто и четвёртой на Афинском классическом марафоне.
В 2010 году победила на Лимасолском полумарафоне и на Дюссельдорфском марафоне, финишировала пятой на чемпионате России по полумарафону в Чебоксарах.
В 2011 году стала второй на полумарафоне в Душанбе, сошла на Дюссельдорфском марафоне, заняла восьмое место на Амстердамском марафоне.
В 2012 году вновь пришла к финишу второй на сверхмарафоне «Два океана», стала восьмой на сверхмарафоне The Comrades, выиграла бронзовую медаль на чемпионате России по марафону, прошедшем в рамках Московского международного марафона мира. Признана лучшей спортсменкой города Владимира 2012 года.
В 2013 году Волгина превзошла всех соперниц на сверхмарафоне «Два океана», но провалила сделанный здесь в допинг-тест — в пробе спортсменки обнаружили следы запрещённого анаболического стероида метенолона. В итоге её отстранили от участия в соревнованиях на два года, а показанный в забеге результат аннулировали.
По окончании срока дисквалификации в 2015 году Наталья Волгина возобновила спортивную карьеру: стала четвёртой на Рижском марафоне, десятой в беге на 10 000 метров на Мемориале братьев Знаменских в Жуковском, восьмой на чемпионате мира по полумарафону в Новосибирске.
В 2016 году финишировала шестой на марафоне «Белые ночи» в Санкт-Петербурге, второй на Владивостокском марафоне.
За выдающиеся спортивные достижения удостоена почётного звания «Мастер спорта России международного класса».
Замужем за ультрамарафонцем Алексеем Волгиным. Впоследствии работала тренером в беговом клубе I Love Supersport во Владимире.